# Grimpar varié
Dendrocolaptes picumnus
Espèce
Répartition géographique
Statut de conservation UICN

 LC  : Préoccupation mineure
Le Grimpar varié (Dendrocolaptes picumnus) est une espèce d'oiseau de la famille des Furnariidae.

## Répartition et sous-espèces
Selon la classification de référence du Congrès ornithologique international (15.1, 2025) il se répartit en dix sous-espèces :
- D. p. puncticollis Sclater & Salvin, 1868 — nord cordillère centre-américaine ;
- D. p. costaricensis Ridgway, 1909 — cordillère de Talamanca ;
- D. p. multistrigatus Eyton, 1851 — Andes colombiennes et cordillère de Mérida ;
- D. p. seilerni Hartert & Goodson, 1917 — sierra Nevada de Santa Marta et cordillère de la Costa (Venezuela) ;
- D. p. picumnus Lichtenstein, 1820 — plateau des Guyanes ;
- D. p. validus Tschudi, 1844 — ouest de l'Amazonie ;
- D. p. transfasciatus Todd, 1925 — au sud de l'Amazone ;
- D. p. olivaceus Zimmer, 1934 — Bolivie ;
- D. p. pallescens Pelzeln, 1868 — Gran Chaco ;
- D. p. casaresi Steulet & Deautier, 1950 — yungas australes.